# سيل حسبان (عمان)

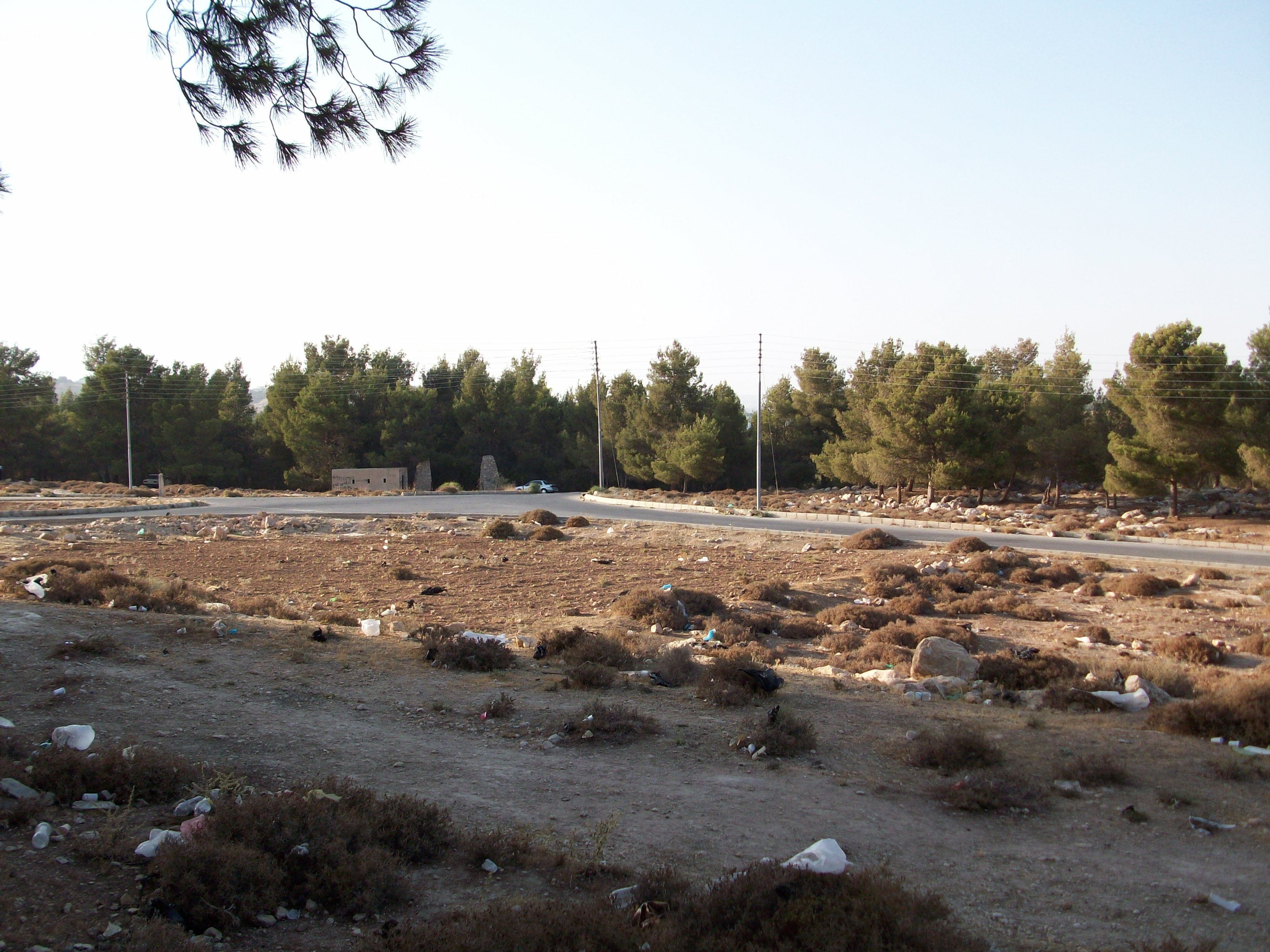
منتزه حسبان - الأردن

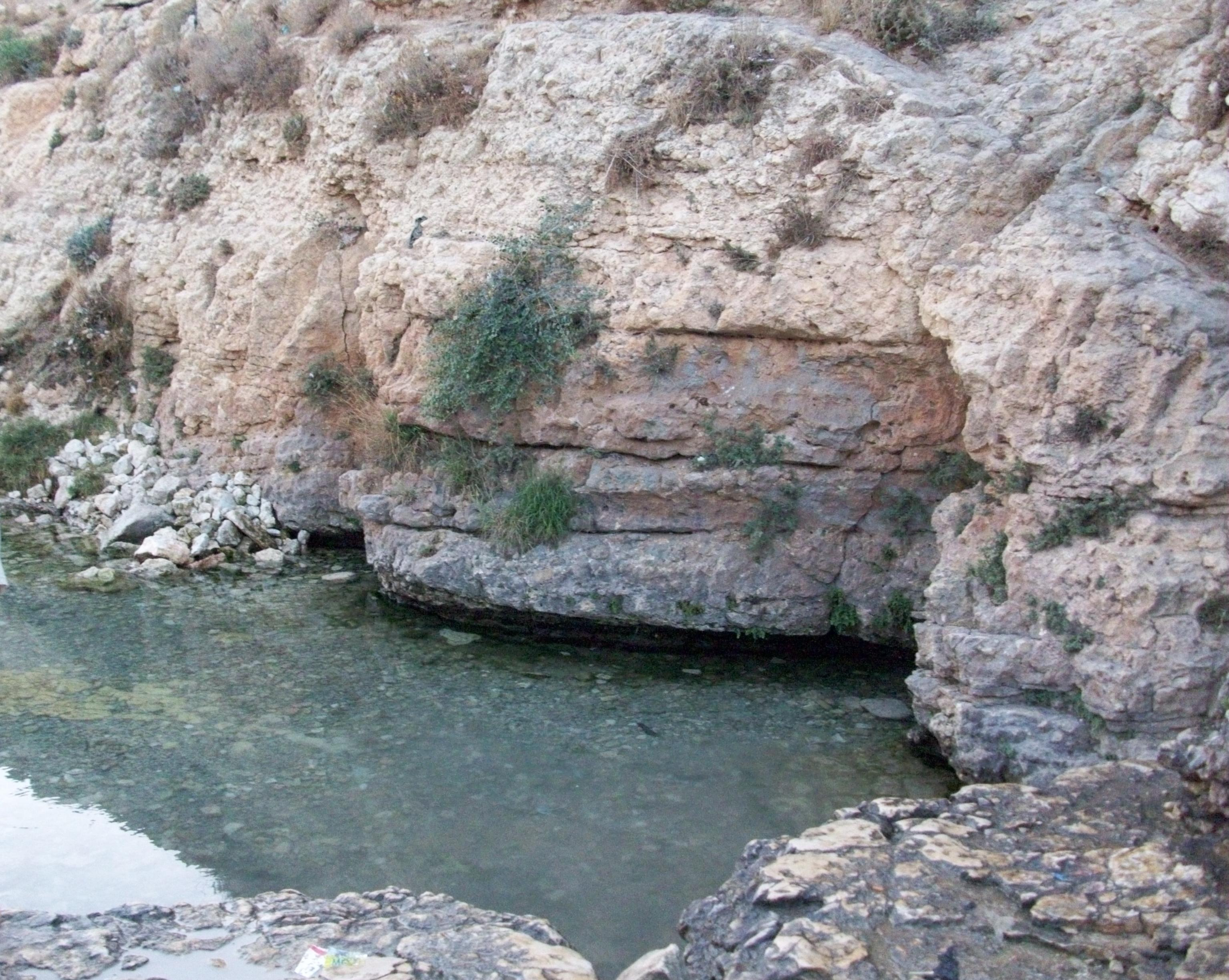
مياه سيل حسبان - الأردن

سيل حسبان منطقة سكنية تقع في لواء ناعور، محافظة العاصمة في الأردن. تنتمي المنطقة لقضاء ناعور الذي يضم 15 منطقة. يقدر عدد سكانها بـ 1846 نسمة حسب إحصاء 2015.

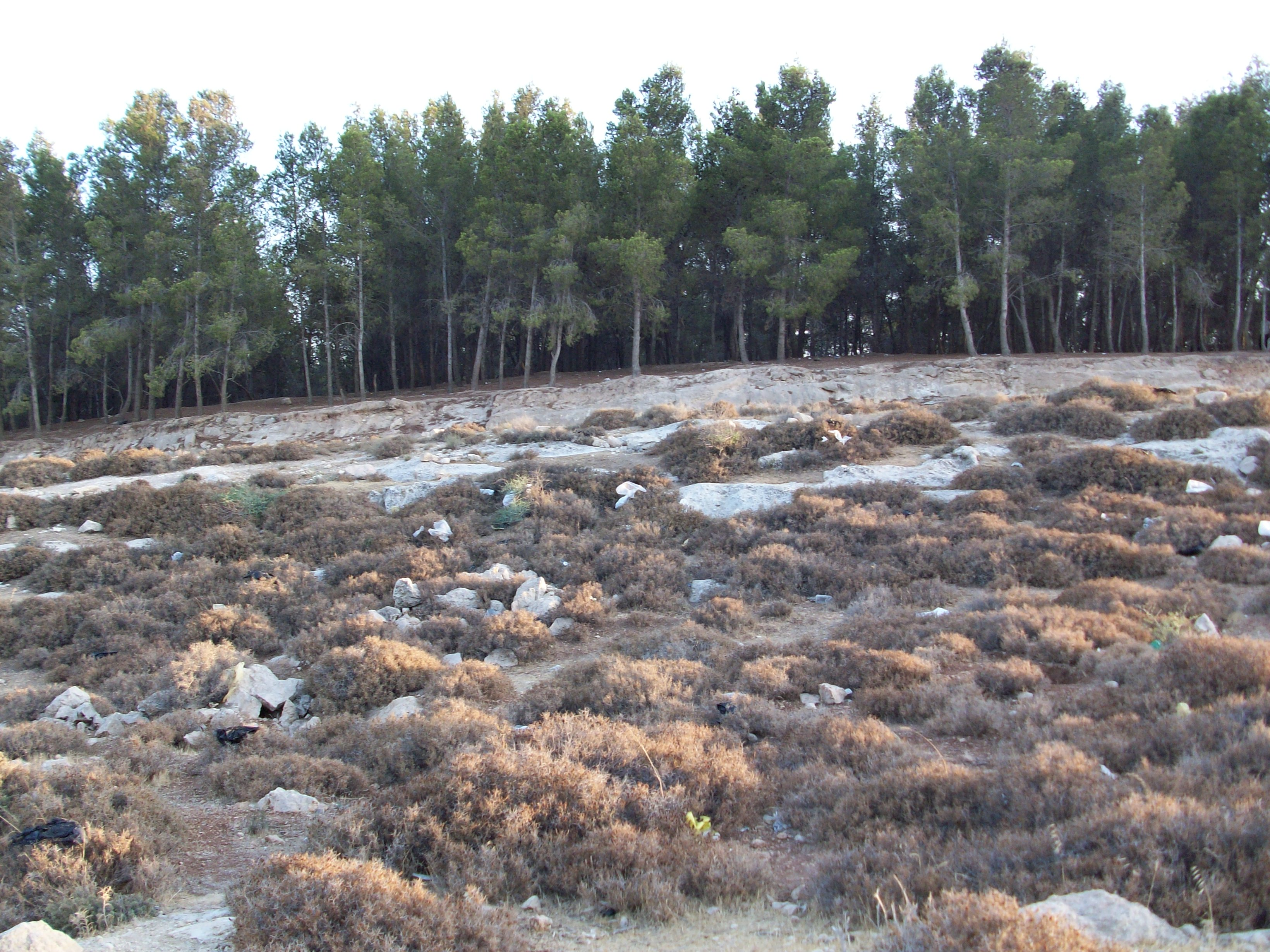
أشجار منطقة حسبان - الأردن

## الوصلات الخارجية
- دائرة الاحصاءات العامة